# Haute-Pierre
 (mai 2020).
Si vous disposez d'ouvrages ou d'articles de référence ou si vous connaissez des sites web de qualité traitant du thème abordé ici, merci de compléter l'article en donnant les références utiles à sa vérifiabilité et en les liant à la section « Notes et références ».
Haute-Pierre est un roman écrit par Patrick Cauvin. En 2002 un téléfilm de Jean-Yves Pitoun est adapté de ce roman.

## Présentation
Marc Conrad, sa petite amie et son fils déménagent pour un an dans une grande demeure appelée Haute-Pierre. Cette vieille demeure semble cacher un mystère, que Marc, scénariste pour la télévision, va tenter de découvrir. Petit à petit, la maison le dévore de l'intérieur, jusqu'à ce qu'il découvre.
L'histoire se déroule en France dans les années 1980.
Cette histoire a été inspirée par la maison familiale "Pierre-Basse" située en Anjou.

## Les personnages
- Marc Conrad est scénariste pour la télévision, il est Marseillais d'origine.
- Andréa Chivers est la compagne de Marc, elle est costumière pour le cinéma.
- L'enfant d'Andréa, Gilbert, est un petit garçon qui a décidé de se choisir un nouveau prénom tous les jours en regardant dans le dictionnaire. Il est très mature et adore manger des sardines à l'huile pour son petit déjeuner.

## Résumé
Marc Conrad, un scénariste pour la télévision, achète une vieille demeure appelée Haute-Pierre pour y vivre pendant un an. Il souhaite prendre du recul avec sa vie parisienne et profiter du bon air de la campagne. Il rencontre entre-temps Andréa Chivers sur un plateau de tournage et tombe amoureux. Ils partent donc ensemble pour vivre à Haute-Pierre avec le petit garçon d'Andréa.
Marc décide d'enquêter sur le passé de la maison qu'il a acheté et découvre que tous ses précédents propriétaires sont décédés dans d'étranges circonstances. Il fait alors des recherches pendant des mois et son comportement commence à changer: il devient renfermé, triste et colérique.
Finalement, Marc découvre le secret de la maison, grâce à une série de calculs liés au chiffre 9 et à sa date de naissance. Il constate alors qu'il ne lui reste plus que quelques jours à vivre. Il en parle à Andréa, puis part faire un voyage à Marseille, sur les traces de son passé. Il y rencontre un vieil ami.
Quand il revient à Haute-Pierre, Andréa et lui décident de passer la soirée ensemble. Andréa ne le trouve plus du tout inquiet et même très courageux. À minuit, le jour fatidique où il est censé mourir, rien ne se passe, Marc est toujours vivant.
Arrivent les fêtes de Noël. Le fils d'Andréa va jouer dans une grange avec les enfants des amis de sa mère et de Marc. L'un d'eux découvre une arme et le fils d'Andréa décide de le désarmer. Dans sa tentative, le plancher de la grange cède sous son poids, et il fait une chute mortelle.
Lors de l'enterrement de son fils, Andréa s'enfuit, car elle a compris ce qui s'est passé. Elle retourne à Haute-Pierre pour vérifier sa théorie et découvre alors que Marc a fait changer l'acte de propriété de la maison et a désigné le fils d'Andréa comme nouveau propriétaire. Le vieil ami que Marc est allé trouvé à Marseille était en fait un notaire. Finalement, Marc et Andréa décident de mettre le feu à cette maison maudite.
On découvre en épilogue que toute cette histoire n'est en fait qu'un scénario élaboré par Marc et qu'il s'agissait d'un film qu'ils avaient réalisé ensemble (il s'agit donc d'une histoire dans l'histoire, et l'enfant d'Andréa, si attachant, est toujours vivant).

## Distinction
En 1986, Patrick Cauvin a reçu le prix Vogue Hommes pour Haute-Pierre.